# Яндекс Музыка
«Яндекс Музыка» — музыкальный стриминговый сервис компании «Яндекс», позволяющий слушать музыкальные композиции, их подборки, альбомы и получать персональные рекомендации. Сервис доступен через браузер, приложения для Windows и MacOS, а также мобильные приложения для iOS, Windows 10 Mobile и Android.
По состоянию на 2023 год на «Яндекс Музыке» доступно более 76 миллионов музыкальных треков. Количество пользователей с платной подпиской в 2018 году превысило 1 миллион человек, а к середине 2019 года составляло 2 миллиона. Хотя бы раз в месяц сервисом пользуется около 20 млн человек.
В 2022 году, на фоне вторжения России на Украину, ряд зарубежных правообладателей прекратил сотрудничество с Яндекс Музыкой, тем самым пользователи лишились доступа к зарубежным новинкам, при этом сервис понёс рекордные убытки.

## Возможности сервиса
- Прослушивание музыки и подкастов
- Получение персональных рекомендаций
- Поиск и структурирование каталога
- Составление плей-листов и их перенос между аккаунтами и устройствами;
- Прослушивание скачанных треков офлайн (при платной подписке, только в приложении)
- Сохранение музыки в своей коллекции
- Просмотр музыкальных клипов
- Добавление треков в блоги и на сайты
- Импорт музыки из Spotify и Apple Music
- Поиск музыки по текстам и текстовым «напевам»[8]
- Просмотр текстов песен и художественный перевод иностранных песен[9]
- Наличие подборок от редакции, брендов, СМИ, музыкантов, блогеров, лейблов и т. д.
- Уведомление о новинках любимых исполнителей
- Покупка семейной подписки с возможностью подключить до 4 аккаунтов Яндекс[10]
- Покупка подписки в подарок на 3, 6 или 12 месяцев[11]
- Воспроизведение с максимальным битрейтом 192 кбит/с без подписки и с оплатой — с битрейтом 320 кбит/с (для подавляющего большинства востребованных треков)
- Подписка на разные Яндекс-сервисы «Яндекс Плюс» стоимостью 399 рублей в месяц открывает доступ и к подписке на Яндекс Музыку со звуком высокого качества.
- Доступ к подписке на Яндекс Музыку автоматически получают обладатели подписки «КиноПоиск HD» и подписки «КиноПоиск + Амедиатека», обе распространяет принадлежащий Яндексу онлайн-кинотеатр Кинопоиск HD.
- Горизонтальный режим приложения.

## Приложения
Для пользования сервисом существуют приложения для следующих операционных систем:
- Microsoft Windows и MacOS. Скачать приложение Яндекс Музыки можно на официальной странице Яндекс Музыки или через Microsoft Store (на Windows) и Mac App Store (на MacOS)
- Android. Приложение публикуется в Google Play, Xiaomi GetApps, RuStore, Huawei AppGallery и Samsung Galaxy Store[12].
- iOS. Приложение размещено в App Store.
- Windows 10 Mobile. Установить приложение сейчас невозможно, если вы не скачали его раньше, так как Windows Phone Store закрыт навсегда.[13]

## История
Предшественником сервиса «Яндекс Музыка» можно считать музыкальный проигрыватель, появившийся в поисковике «Яндекса» в 2009 году. В ответ на запрос, включающий в себя название песни и имя исполнителя, появлялся медиаплеер, позволявший прослушать песню легально и в высоком качестве.
21 июня 2010 года, в день рождения Виктора Цоя «Яндекс» запустил музыкальный спецпроект listen.yandex.ru. На сайте можно было прослушать все альбомы музыканта и группы «Кино».
22 сентября 2010 года «Яндекс» объявил о запуске отдельного сервиса «Яндекс Музыка», который позволил прослушивать композиции, альбомы и подборки треков разных исполнителей.
Более 50 правообладателей предоставили контент для сервиса, среди которых Universal, EMI, Warner Music Group, Sony Music (в сентябре 2022 года Sony Music покинула Россию), «Первое музыкальное», «Монолит» и «СБА Продакшн» и т. д.
Так, в каталоге на момент запуска было доступно 800 тысяч треков от 58 тысяч исполнителей.
В декабре 2010 года аудитория сервиса составляла 3,3 млн человек.
В феврале 2011 года количество треков достигло 1,7 млн, а количество исполнителей превысило 140 тысяч.
В июле 2011 года количество доступных треков превысило 2 млн. Также появилась возможность встраивания музыкального плеера в блоги (LiveJournal, LiveInternet, Я.ру и Diary.ru) и социальные сети (ВКонтакте, Twitter и Facebook). Кроме того, у пользователей появилась возможность купить песню в партнёрских магазинах, первым из которых стал Muz.ru.
В сентябре 2011 года «Яндекс» рассказал о планах монетизировать проект «Яндекс Музыка» посредством размещения баннерной рекламы.
В сентябре 2011 года «Яндекс» опубликовал статистику использования сервиса. За первый год работы пользователи прослушали 1,3 млрд композиций (в среднем — 688 раз каждая).
В декабре 2011 года сервис «Яндекс Музыка» получил гран-при в номинации «Музыкальный сайт года» в рамках конкурса РОТОР.
С 26 марта 2012 года Яндекс Музыка была доступна, как плеер в результатах поиска турецкой версии Яндекса (подобно вышеупомянутому проигрывателю в результатах поиска в российском Яндексе 2009 года). Как отдельный музыкальный сервис турецкая «Музыка» не состоялась.
30 мая 2012 года «Яндекс» выпустил приложение «Яндекс Музыка» для iOS. Приложение позволило искать и прослушивать музыку на устройствах iPhone и iPod Touch, собирать музыку в плейлисты, скачивать музыку и прослушивать её без доступа к сети.
29 ноября 2012 года вышло обновление мобильного приложения, в котором появился новый формат прослушивания музыки — бесконечный радиопоток.
В мае 2013 года вышло приложение «Яндекс Музыка» для Android.
В июле 2013 года количество треков превысило 10 млн, а число пользователей достигло 13 млн в месяц.
В этом же месяце Билайн представил услугу «Музыкальный безлимит» с неограниченным доступом к музыкальной коллекции «Яндекс Музыки».
Спустя год пресс-служба Яндекса подвела итоги эксперимента: «Мы запускали акцию „Музыкальный безлимит“, чтобы оценить возможность дистрибуции музыкальных сервисов силами мобильных операторов […] и в целом мы довольны его результатами». Партнёрство прервалось, сотовый оператор предпочёл развивать собственный стриминговый сервис «Музыка Билайн».
25 июня 2013 года «Яндекс Музыка» запустила импорт музыкальных коллекций из ВКонтакте. По данным Яндекса импортом из Вконтакте слушатели «Яндекс Музыки» воспользовались 548 тысяч раз, вплоть до февраля 2015 года, когда ВКонтакте попросили «Яндекс Музыку» отключиться от API соцсети. Одновременно с выключением импорта коллекций было отключено рекомендательное ВК-приложение Яндекс. Музыки.
В сентябре 2013 года «Яндекс Музыка» запустила партнёрскую программу для молодых и независимых музыкантов, которая позволила проще добавлять музыку на сервис. Первые независимые музыканты самостоятельно просились в Музыку и попадали в её каталог ещё в 2011 году, но массового характера функция не приобрела даже после обновления 2013 года. После нескольких лет экспериментов «Яндекс Музыка» вернулась к приёму музыки исключительно от посредников, а не от самих музыкантов.
В апреле 2014 года «Яндекс» заключил соглашение с Sony Music Entertainment о предоставлении контента для сервиса «Яндекс Музыка». Количество треков в 2014 году превысило 15 млн.
В сентябре 2014 года «Яндекс» провёл перезапуск сервиса. Основное нововведение — система персональных рекомендаций. Списки воспроизведения начали формироваться с учётом музыкальных предпочтений пользователя и его друзей в Вконтакте и Facebook. Также значительно изменился интерфейс.
В июне 2015 появилась служба «Яндекс.Радио», в основе которой лежит рекомендательная технология. Подписка на «Яндекс Музыку» позволяет слушать «Яндекс.Радио» без рекламы.
В день запуска «Яндекс. Радио», 4 июня 2015 года, Президент радийной «Европейской медиагруппы» Екатерина Тихомирова потребовала снять с сайта нового сервиса музыкальные потоки названные словосочетаниями из серии: «Музыка как на радио Европа Плюс», «Как на радио Ретро FM» и другими. 5 июня глава «Серебряного Дождя» Дмитрий Савицкий присоединился к протесту коллег по радио-бизнесу. Спустя 5 дней, 9 июня 2015 года Яндекс Радио избавилось от стримов «Как на радио» раздражавших «Европу +» и «Серебряный дождь» и больше не использовало бренды популярных радиостанций.
В октябре 2015 года был осуществлен запуск проекта «Живая Яндекс Музыка» — серия специальных мероприятий и концертов различных исполнителей, на которые могут попасть подписчики сервиса.
В январе 2016 года компания МТС запустила стриминговый музыкальный сервис «МТС Music» на базе технологий сервиса «Яндекс Музыка».
В 2016 году общая месячная аудитория сервисов «Яндекс Музыка» и «Яндекс.Радио» превысила 20 млн человек, количество прослушиваний составило почти 7 млрд.человек.
17 мая 2017 года украинские сотовые операторы Vodafone и «Киевстар» отказались от распространения «Яндекс Музыки» в своей стране, после запрета, днём ранее, деятельности всех юридических лиц «Яндекса» на Украине. «Яндекс Музыка» предоставляла музыкальную платформу операторам по схеме похожей на партнерство с МТС в России.
В августе 2017 года был запущен Telegram-бот для распознавания музыки.
В сентябре 2017 года в Facebook появилась возможность делиться треками из «Яндекс Музыка».
В октябре 2017 «Яндекс» провёл полный редизайн сервиса. На главной странице появились разделы «Новые релизы», «Плейлисты с новинками», «Настроение и жанры» и «Чарт». Видоизменился плеер и экран исполнителя. Чарт регулярно обновляется, и у пользователей есть возможность наблюдать за перемещением треков.
В мае 2018 года подписка «Яндекс Музыки» стала подпиской «Яндекс Плюс», в которой кроме музыки добавили скидку на премиальные классы такси, условно-бесплатную доставку в маркетплейсе «Беру!», скидка на каршеринг «Яндекс Драйв» и дополнительное время ожидания, +10 ГБ к «Яндекс Диску», фильмы без рекламы на «Кинопоиске».
В июне 2018 года «Яндекс Музыка» запустилась в Армении. К запуску интерфейс был переведён на армянский язык, редакция сервиса подготовила плейлисты с армянской музыкой, а на главной странице появился ежедневно обновляемый чарт из треков, популярных в Армении.
В октябре 2018 года «Яндекс Музыка» начала работать на территории Израиля.
В компании рассказали, что в каталоге сервиса можно найти музыку местных исполнителей, а на главной странице «Яндекс Музыки» — ежедневно обновляемую подборку с популярными в Израиле треками и созданные специально для жителей страны плейлисты.
Подписка на «Яндекс Музыку» в Израиле стоила 9,9 шекелей (около 182 рублей) в первый месяц работы сервиса, затем она изменилась и составила 19,9 шекелей (около 366 рублей) в месяц. Те, кто успели подписаться на сервис по цене в 9,9 шекелей, остались на прежнем тарифе.
В декабре 2018 года сервис «Яндекс Музыка» запущен в Узбекистане. Интерфейс был переведен на узбекский язык, сообщили «Газете.uz» в пресс-службе компании.
Редакция «Яндекс Музыки» подготовила несколько плейлистов с популярной в Узбекистане музыкой, например, «Узбекская музыка для танцевальной вечеринки», «Красивая узбекская музыка», «Восточная визуализация» или «Узбекский позитив». Помимо узбекских композиций, в каталоге собрана российская и зарубежная музыка.
В приложении для iOS и Android музыку можно слушать без интернета и в высоком качестве — для этого понадобится платная подписка. Подписка на сервис оформляется в Apple Store или Google Play. Её стоимость составит 1,99 $ (около 16 500 сумов) в месяц.
В феврале 2019 года «Яндекс Музыка» стала предустановленным приложением на ОС Windows 10.
В сентябре 2020 года на телеканале Муз-ТВ, появилась видеоверсия чарта, ведущая — певица Zivert, а позднее, в октябре 2020 года, появился второй ведущий — Niletto.
В ноябре 2020 года основным ведущего чарта стал JONY.
В ноябре 2021 года в Яндекс Музыке появился сервис «Моя волна» — персонализированный поток музыки, в основе которого лежит система рекомендаций, обучающаяся на действиях слушателя и учитывающая множество разных факторов.
В июле было объявлено о вводе «новых рекомендаций для контента», которые будут проверяться как с помощью средств машинного обучения, так и вручную. При этом фильтроваться будут «чувствительные темы», способные доставить «дискомфорт» слушателю. По итогу проверки контент может быть снабжен пометками об ограничении по возрасту, исключен из рекомендательной системы сервиса или удален. Её алгоритм для компании поможет составить экспертный совет при Научно-учебной лаборатории лингвистической конфликтологии и современных коммуникативных практик НИУ ВШЭ.
14 марта 2022 года стало известно, что сервис столкнулся с проблемами с западными новинками. Ранее компании Universal, Warner и Sony Music заявляли о приостановке деятельности в стране в связи с вторжением России на Украину.
1 декабря 2023 года «Яндекс Музыка» провела большой ребрендинг впервые за 9 лет: был обновлён логотип, главный экран и визуальный стиль сервиса. Также в рамках ребрендинга были выпущены официальные версии приложений для Windows и MacOS.
В августе 2024 года на сервисе появились треки в lossless-формате FLAC. Доступ к их прослушиванию имеют пользователи с платной подпиской.

## Географическая доступность
Подписка на сервис доступна пользователям из следующих стран: Азербайджан, Армения, Беларусь, Грузия, Израиль, Казахстан, Кыргызстан, Молдавия, Россия, Таджикистан, Туркменистан, Узбекистан.
Сервис недоступен для пользователей, которые находятся в любой другой стране и не имеют оплаченной подписки.
Весной 2023 года «Яндекс Музыка» оказалась заблокирована для пользователей из сепаратистских ДНР и ЛНР и иных оккупированных Россией регионов Украины. В тот же день представители сервиса заявили, что «Яндекс Музыка» работает стабильно «для всех подписчиков „Плюса“ вне зависимости от региона». Оказалось, что пользоваться сервисом можно во всем мире, но только после оплаты подписки. При этом, в списке доступных стран на тот момент были государства СНГ, а также Австралия, США, Великобритания, Германия, Франция, Южная Корея, Финляндия, Израиль, Монголия, Турция и другие.

## Технологии
Для создания персональных рекомендаций сервис использует искусственные нейронные сети. Алгоритмы, разработанные на основе нейросетей, и аналогичные разработки других компаний позволяют компьютерам лучше понимать структуру музыки и воспринимать её подобно тому, как это делает человек.
Нейронные сети также применяются в работе Telegram-бота «Яндекс Музыки», распознающего музыку. Процесс распознавания основан на выделении и сравнении сигнатур — характерных признаков трека. Выделение сигнатур выполняется нейронной сетью. С весны 2022 года бот перестал работать.

## Специальные проекты
6 июля 2012 года на специальной странице «Яндекс Музыки» велась прямая трансляция фестиваля «Нашествие».
20 декабря 2013 года после объявления о прекращении работы медиапроигрывателя Winamp, страница «Яндекс Музыки» была оформлена в стиле этого плеера.
В декабре 2015 года на странице сервиса можно было получить музыкальные предсказания на 2016-й год.
В апреле 2016 года на «Яндекс Музыке» появилась специальная страница с песнями эпохи покорения космоса.
В мае 2016 года сервис запустил спецпроект к «Евровидению». На странице проекта можно было быстро послушать песни участников и поучаствовать в голосовании.
В мае 2016 года сотрудники Яндекса с помощью нейросети написали тексты песен в стиле Егора Летова, сами сотрудники написали музыку к песням. В итоге появилась группа «Нейронная Оборона», которая выпустила всего лишь один альбом: 404
В июле 2016 года к 60-летию Иэна Кёртиса был запущен спецпроект, посвящённый музыканту.
В мае 2017 года в преддверии «Евровидения» сервис подготовил страницу, где пользователи могли послушать песни, представленные на конкурс.
В июле 2017 года ко дню рождения Виктора Цоя был выпущен видеоролик-трибьют.
В августе 2017 года к 45-летию группы «Аквариум» сервис подготовил тест, в котором предлагалось разгадать, кому принадлежит цитата — Гребенщикову или одному из хип-хоп исполнителей.
В ноябре 2017 года среди подписчиков «Яндекс Музыки» проводился конкурс «Идеально для Эда», победители которого получали возможность попасть на закрытый концерт Эда Ширана в Австрии.
В январе 2018 года сервис «Яндекс Музыка» запустил специальный проект к юбилею Владимира Высоцкого. Команда портала опубликовала тест на знание песен артиста.
В феврале 2018 года «Яндекс Музыка» в сотрудничестве со студией «Красный квадрат» запустила музыкальную передачу «#намузыке».
В феврале 2018 «Яндекс Музыка» и «Такие Дела» запустили спецпроект в день 30-летия смерти Александра Башлачёва.
В мае 2018 года в преддверии конкурса «Евровидение» на странице сервиса было запущено голосование за лучшую песню, которая когда-либо участвовала в «Евровидении» от России.
В ноябре 2018 года команда «Яндекс Музыки» запустила проект #МузыкаСнимает, нацеленный на поддержку молодых начинающих исполнителей через съёмки видеоклипов. В рамках проекта уже были созданы клипы на песню «Оркестр» московской инди-группы «Комсомольск» и на песню «Засыпай» российского певца Максима Свободы, финалиста шоу «Песни» на ТНТ. Все видеоработы эксклюзивно представлены на сервисе «Яндекс Музыка».
Весной 2023 года «Яндекс Музыка» участвовала в релизе двух VR-проектов. В апреле, совместно со студией Fibrum, была выпущена танцевальная игра «Dance Loop». В мае, в коллаборации с разработчиками IThub, была представлена игра «Cream Soda Club», посвящённая выходу нового альбома группы Cream Soda «Internet Friends».

### Живая Яндекс Музыка
В октябре 2015 года состоялся запуск проекта «Живая Яндекс Музыка». В рамках проекта проходят живые концерты разных исполнителей и встречи музыкантов с подписчиками сервиса. Первым участником проекта стала группа СБПЧ, которая сыграла концерт на крыше офиса «Яндекс» для одного человека. В разное время участниками проекта стали Фред Дёрст, Three Days Grace, Иван Дорн, 5’nizza, Артём Пивоваров, Anacondaz, Каста и Елена Темникова.
Летом 2017 года в рамках проекта в парке «Музеон» проходили вечеринки с сетами разных диджеев.
Зимой 2017 года диджей-сеты проводились на катке в Парке Горького.

## Исследования
В сентябре 2011 года сервис выпустил исследование под названием «10 000 лет звучания Яндекс Музыки». Оно включало статистические данные и результаты работы сервиса за первый год. Согласно исследованию, пользователи прослушали композиции на сервисе 1,3 миллиарда раз. Если сложить всё время звучания музыки за этот год, получится песня длиной десять тысяч лет. Каждая из прослушанных дорожек прозвучала в среднем 688 раз, а самая популярная песня — «Курю» Елены Ваенги — более 6,5 миллиона раз.
В 2013 году сервис впервые представил карту музыкальных предпочтений пользователей «Яндекс Музыки».
В 2014 году «Яндекс Музыка» исследовала музыкальные вкусы слушателей из разных регионов.
В ноябре 2016 года «Яндекс Музыка» выяснила, какую музыку слушают пользователи разных возрастов и в какое время дня.
В апреле 2017 года было проведено исследование о музыкальных предпочтениях пользователей сервиса. Результаты показали, что с 2014 года пользователи стали реже слушать шансон и чаще — танцевальную музыку.
В июле 2017 года «Яндекс Музыка» провела исследование о популярных региональных российских исполнителях. Треть известных музыкантов и групп родом из Москвы, 13 % — из Санкт-Петербурга, далее по числу популярных исполнителей следуют Татарстан и Свердловская область.
В 2017 году самой повторяемой песней была «В Питере — пить». Один из жителей Москвы прослушал её 1186 раз подряд. Среди других лидеров — «Unstoppable» Sia, «You Are the Only One» Сергея Лазарева, «Stressed Out» Twenty One Pilots и «Экспонат» группы «Ленинград».
В 2018 году лидером среди пользователей до 18 лет оказался житель Краснодара, который 101 раз подряд прослушал песню Gucci Gang американского рэпера Lil Pump. Среди пользователей старше 18 лет рекордсменом стал слушатель из Екатеринбурга, который 253 раза подряд ставил на повтор песню «В лесу родилась ёлочка». Среди самых прослушиваемых песен: «Тает лёд» группы «Грибы», «Розовое вино» (Элджей & Feduk), «Shape of You» (Эд Ширан).
В июне 2020 года сервис опубликовал исследование «Музыка в изоляции». По его результатам, за время пандемии COVID-19 на сервисе появилось около 1000 песен о самоизоляции и карантине. Популярность сказок и колыбельных возросла от 30 % до 300 %, на треть увеличилась популярность подкастов.
В ноябре 2021 года «Яндекс Музыка» опубликовала исследование о подкастах в России. Согласно этим данным, в 2020 году более 16 миллионов жителей крупных городов слушали подкасты хотя бы раз в месяц. На платформе тогда было доступно 11,5 тысячи подкастов, из которых пять тысяч начали своё вещание в 2020 году. Четверть подкастов относилась к категории «Общество и культура», на втором месте были подкасты по тематике «Наука и образование», а на третьем — «Бизнес и работа».
В 2023 году ко Дню святого Валентина «Яндекс Музыка» изучила русскоязычные песни о любви. Среди жанров более 72 % поп-песен посвящены любви. Среди самых «романтичных» поп-исполнителей оказались Artik&Asti, Юрий Шатунов и NЮ. Реже всего о любви поют рэперы (27 % композиций) и рокеры (28 %).